# Lisieux
Lisieux er en kommune i Calvados-departementet i Basse-Normandie regionen i det nordvestlige Frankrig.
Der bor 24.000 mennesker i selve Lisieux og 45.000 i det samlede byområde.

## Geografi
Lisieux ligger i bunden af dalen ved floden Touques og på vejen fra Paris til Caen (RN13).

## Historie
Området, som nu har navnet Lisieux, var beboet af en gallisk stamme, der kaldtes Lexovii i den gallo-romanske periode. Det forklarer, hvorfor indbyggerne i dag kaldes Lexoviens. Kommunen kaldtes Noviomagus (keltisk: novio, "ny" og magos, "marked") eller Noviomagus Lexoviorum af romerne.
Lisieux var et vigtigt magtcenter i middelalderen. Biskopperne i Lisieux havde kontrol over det meste af Pays d'Auge i det 12. århundrede. Kong Henrik 2. og Eleanor af Aquitanien menes at være blevet gift i Lisieux i 1152, og byen forblev stærk i adskillige århundreder, indtil den i det 14. århundrede blev ramt af tre katastrofer: pest, krig og hungersnød, som lagde Lisieux øde og mindskede dens indflydelse. Jeanne d'Arcs øverste dommer, Pierre Cauchon, blev biskop af Lisieux efter hendes død og ligger begravet i et kapel i den katedral, han havde bygget.
Bispedømmet Lisieux blev opløst under den Franske revolution i slutningen af det 18. århundrede. Byen Lisieux tilhører i dag bispedømmet Bayeux.
I 1907 lettede den første helikopter i Lisieux med Paul Cornu ved styregrejerne. Den 6. juni 1944, under 2. Verdenskrig blev Lisieux bombarderet af allierede fly. Over 800 indbyggere blev dræbt, og byen blev delvis ødelagt. Den blev befriet af de allierede den 23. august 1944.

## Religion
Helgenen Thérèse de Lisieux blev født der i 1873 og boede i karmelitterklosteret i Lisieux. Hun gør byen til det vigtigste pilgrimssted i Frankrig efter Lourdes.

## Vigtigste seværdigheder
- Lisieux katedralen er bygget mellem 1170 og midten af det 13. århundrede. Der blev tilføjet støttemure til sydfacaden i det 15. århundrede. Bygningens forside består af tre portaler med to tårne over. Det højre tårn blev bygget i det 16. århundrede og har et spir fra det 17. århundrede. En stor del af Lisieux blev beskadiget eller ødelagt under 2. Verdenskrig, men katedralen og karmelitterklosteret slap stort set uden skader.
- Basilika Sainte-Thérèse, udformet af Louis M. Cordonnier og indviet den 11. juli 1954. Bygningen af den 45 meter høje kampanile blev afsluttet i 1975.
- Carmel
- Jardin de l'Evêché (eller Jardin Public) er bygget i 2. fjerdedel af det 19. århundrede og omkranset af Cour Matignon, rue Condorcet og Boulevard Carnot.

## Transport
Hovedbanegården i Lisieux ligger på jernbanelinjen fra Gare Saint-Lazare til Cherbourg.
Der kører regelmæssigt almindelige, intercity og regionaltog til såvel Paris, Basse-Normandie og Haute-Normandie.
Den anden station i Lisieux, Lisieux-Grands Jardins, benyttes kun af regionaltog til og fra Trouville-Deauville.

## Eksterne kilder
- Webside om St. Therese of Lisieux
- Lisieux website (fransk)
- Turisme website Arkiveret 13. oktober 2005 hos  Wayback Machine (fransk) (engelsk) (tysk)
- Saint Thérèse de Lisieux film (engelsk)